# Neopentan
Neopentan eller dimetylpropan är en dubbelgrenad alkan med fem kolatomer. Neopentan är mycket flyktig och brandfarlig vid rumstemperatur och tryck och kan kondensera till en mycket flyktig vätska en kall dag, i ett isbad eller när den komprimeras till ett högre tryck. Det är en isomer till pentan och isopentan.
Neopentan är den enklaste alkanen med en kvartär kolatom, och har en akiral tetraedrisk symmetri. Det är en av de tre strukturisomererna med molekylformeln C5H12 (pentaner), de andra två är n-pentan och isopentan.  Av dessa tre är den ensam om att vara en gas vid normalförhållanden, de andra är vätskor. 

## Nomenklatur
Trots att det systematiska namnet är dimetylpropan rekommenderade IUPAC före 2013 att trivialnamnet neopentan användes. Detta gäller emellertid inte längre enligt 2013 års rekommendationer.. Det nu rekommenderade är det systematiska namnet 2,2-dimetylpropan, men substituentnumren är överflödiga eftersom den är den enda möjliga "dimetylpropanen".

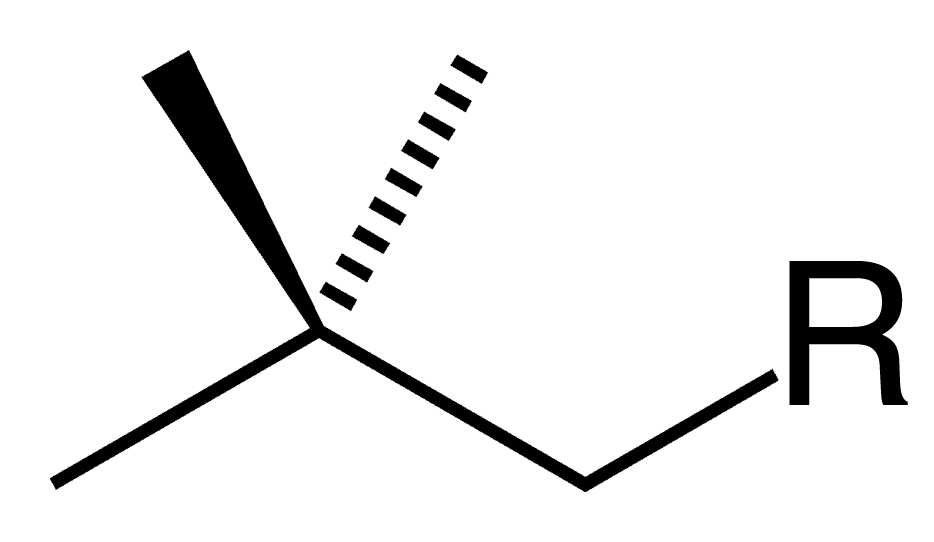
En neopentylgrupp bunden till en generisk grupp R.

En neopentylsubstituent, ofta symboliserad med "Np", har strukturen Me3C–CH2 – till exempel neopentylalkohol (Me3CCH2OH eller NpOH). Eftersom Np också symboliserar grundämnet neptunium (atomnummer 93) bör man använda denna förkortning med försiktighet.
Det förlegade namnet tetrametylmetan används också, särskilt i äldre källor.

## Fysikaliska egenskaper

### Kok- och smältpunkt
Kokpunkten för neopentan är endast 9,5 °C, betydligt lägre än för isopentan (27,7 °C) och n-pentan (36,0 °C). Därför är neopentan en gas vid rumstemperatur och atmosfärstryck, medan de andra två isomererna (knappt) är vätskor.
Smältpunkten för neopentan (−16,6 °C) är å andra sidan 140 grader högre än för isopentan (−159,9 °C) och 110 grader högre än den för n-pentan (−129,8 °C). Denna anomali har tillskrivits den bättre fasta tillståndspackningen som antas vara möjlig med den tetraedriska neopentanmolekylen, men denna förklaring har ifrågasatts på grund av att den har en lägre densitet än de andra två isomererna. Dessutom är dess fusionsentalpi lägre än fusionsentalpierna för både n-pentan och isopentan, vilket tyder på att dess höga smältpunkt beror på en entropieffekt som är ett resultat av högre molekylär symmetri. Faktum är att entropin för fusion av neopentan är ungefär fyra gånger lägre än den för n-pentan och isopentan.

### 1H NMR-spektrum
På grund av neopentans fullständiga tetraedriska symmetri är alla protoner kemiskt ekvivalenta, vilket vid NMR-spektroskopi leder till ett enda kemiskt skift δ=0,902 när de löses i koltetraklorid. I detta avseende liknar neopentan sin silananalog, tetrametylsilan, vars enda kemiska skift är noll enligt konvention.
Neopentanmolekylens symmetri kan brytas om några väteatomer ersätts med deuteriumatomer. I synnerhet, om varje metylgrupp har olika antal substituerade atomer (0, 1, 2 och 3), erhåller man en kiral molekyl. Kiraliteten i detta fall uppstår enbart av massfördelningen av dess kärnor, medan elektronfördelningen fortfarande är väsentligen akiral.